# Кен Джебсен
Кен Джебсен (справжнє ім'я Кайван Суфі Сіаваш, народився 1966 року в місті Хюльс) — німецький продюсер вебвідео, активіст і журналіст.
До 2011 року працював теле- та радіоведучим, останнім часом у Rundfunk Berlin-Brandenburg (rbb). Після того, як висловлювання Джебсена було розкрито Генріком М. Бродером як антисемітське, Rbb спочатку захищав його від звинувачень, але незабаром відпустив його за порушення журналістських стандартів rbb. З тих пір Джебсен в основному працював на своєму вебсайті KenFM. Там він поширює теорії змови про теракти 11 вересня 2001 року та Фонд Білла і Мелінди Гейтс під час пандемії COVID-19.
У 2014 та 2015 роках він був головним доповідачем на суперечливих Благаннях за мир.

## Ім'я і походження
Народився в 1966 році в сьогоднішньому окрузі Хюльса в місті Гюльс, Джебсен, справжнє ім'я Кайван Суфі Сіаваш, має німецьке та іранське коріння. Оскільки його справжнє ім'я здавалося занадто важким для розуміння слухачів німецького радіо, пізніше він прийняв сценічне ім'я Кен Джебсен. Прізвище повинно відповідати іменем народження його німецької матері, жінки з Гамбурга.
Свою власну біографічну інформацію з Радіо Фріц, його ім'я для народження було Мустафа Кашефі, будь-то і він народився в літаку в іранському повітряному просторі, Джебсен відкинув у детальному інтерв'ю Матіаса Брьокерса як саморобний «абсурдне біо» і легко впізнаваний «ляп».

## Модератор на радіо (1987—2011)
З 1987 по 1991 рік Джебсен часто модерував під назвою Keks на радіостанції Radio Neufunkland у Ройтлінгені. Потім він працював на DW-TV телевізійним репортером. У 1994 році він модерував тодішнє місячне шоу 16 разів на ZDF. У радіо 4U SFB працював радіорепортером. Після цього він провів шоу «Die Radiofritzen am Morgen» разом з Volker Wieprecht на Radio Fritz. У 1999 році він провів ProSieben MorningShow разом зі Стеффену Галлашкою, Вігальдом Бонінгом, Томмі Вошем та Арзу Базманом.
З 28 квітня 2001 р. він модерував радіопрограму KenFM щотижня для Radio Fritz. Він транслювався з різних локацій Берліна-Мітта, починаючи щоранку в суботу з 6:00 до 10:00 у магазині моди в Маріенштрассі, пізніше з авеню Peugeot, Mini-Berlin (Friedrichstrasse) та Sony Center (Потсдамський плац). Щотижня він представив принаймні одну музичну групу, яка виконувала деякі пісні наживо. Джебсен налаштував музику на інший ефірний контент. Іноді він запрошував письменників, поетів-хобі чи альтернативних музикантів. З 2004 року шоу відбувалося по неділях з 14:00 до 18:00 в студії Fritz в Бабельсберзі. З його компанією «sektor_b» Джебсен також був їхнім продюсером, запланувавши програму саме та розділив програму на 15 категорій, включаючи «Presseschlau», «RückblickKEN» та дискусію з незвичайними або видатними гостями на теми досліджень, технологій, Історія та філософія. Він суворо відмежував свою концепцію від таких програм, як Стефан Рааб, і назвав Рея Кокса та Семмі Девіса-молодшого своїм прикладом для наслідування. Таз похвалив шоу як «Персифляж тупо-тупого радіо, яке випромінює хвилини трансляції».
З січня 2006 р. трансляційні кліпи були запропоновані як подкасти, а з березня 2006 року список відтворення додано на fritz.de. Події, які відбулися в іншому місці або в різні дні тижня або перевищили час мовлення, записувались і потім транслювалися. Під час виступу була знята група, наступні дні на fritz.de, пізніше на YouTube-каналі KenFM2008, було опубліковано відео про виступ та інтерв'ю з учасниками групи. Кожні два-три місяці KenFM був «Офісом для розваг», де артисти могли представити себе близько 15 хвилин.
У 2007 році Джебсен та Сюзанна Вюндіш виграли медіа-премію Civis як радіопередачу у галузі коротких програм за внесок Іргендва Цвішен, rbb від 16 березня 2006 р. Темою цього внеску стали курдські педагоги та хореографи в Берліні, які перетинають кордон між ісламською традицією та західним способом життя наважився.

## Суперечка щодо тверджень про антисемітизм та відмежування від rbb
За інформацією Tagesspiegel, на початку листопада 2011 року Джебсен надіслав повідомлення про те, що він знає, що Едвард Бернейс «вигадав Голокост як PR». Міністр пропаганди Джозеф Геббельс прочитав свою книгу та здійснив відповідні кампанії. Генрік М. Бродер повністю опублікував електронне повідомлення Джебсена на своєму вебсайті «Вісь добра» і заявив, що одержувач переслав його йому. Бродер звинуватив Джебсена в антисемітизмі та повідомив rbb. Після цього мовник призупинив трансляцію Джебсена з 6 листопада 2011 року, поки звинувачення не було вирішено. Джебсен не заперечив, що написав пошту, але відкинув твердження про антисемітизм: у багатьох статтях він засудив Голокост як злочин проти людства. Він був готовий до уточнюючої розмови з Бродером.
9 листопада 2011 року після розмови з Джебсеном керівництво rbb вирішило зберегти його зайнятим: «Звинувачення проти модератора, він поширював антисемітські ідеї і заперечує Голокост […], є необгрунтованими». Керівник програми Клавдія Нотхель зазначила, що, наголошуючи, він «переходив кордон у деяких випадках», не «дотримуючись журналістських стандартів». Джебсен почав включати політичний аналіз в оригінальну розважальну програму; редактори не змогли втрутитися. Нотель сказала, що в майбутньому Джебсен буде включати в програму менше політичних тем, обговорювати ці теми та форми їх викладу з редакційною командою, як завжди, і зосереджувати програму більше на розвагах та музичній сцені.
Бродер підкреслив, що не хоче припиняти програму Джебсена, а натомість хотів вказати на неодноразову ненависть до Ізраїлю та антиамериканізм у своїх внесках. Таким чином Джебсен побажав «палестинцю Яд Вашему» за «злочини ізраїльтян» і таким чином провів «паралель між сьогоднішнім Ізраїлем та нацистами вчора». Це антисемітство. Історик Джуліане Ветцел вважала правильним звертати увагу на такі висловлювання, але не обов'язково на тривогу. Джебсен лише переймає суспільно поширені настрої. Олівер Герс розглядав Бродера як «помилкову поблажливість», яка висунула звинувачення в антисемітизмі з будь-якого приводу. Журналіст Роберт Мейєр (Neues Deutschland) захищав Джебсена: його заява про Голокост була «повністю ізольованою засобами масової інформації» і не містила жодних заперечень Голокосту.
23 листопада 2011 р. Rbb оголосив про відрив від Джебсена. За словами Клавдії Нотхель, «багато його внесків не відповідали журналістським стандартам rbb». Оскільки останній «неодноразово не виконував домовленості з rbb», його було звільнено їли. Rbb не дав подробиць; Причиною звільнення стала "загальна поведінка Джебсена". Однак коментатори преси пов'язують цей крок із тривалою публічною критикою до Джебсена. Того ж дня програмний директор Fritz Стефан Уорбек також взяв на себе відповідальність за "кілька статей, які не були адекватно перевірені та затверджені" Джебсеном та подав у відставку.
Джебсен знову відкинув звинувачення і оголосив, що продовжить свою трансляцію в Інтернеті. Речення про Голокост було цитатою. Досі телерадіомобіль не довів жодної конкретної причини припинення. Він звернувся до Потсдамського трудового суду проти його звільнення. Суд закінчився позасудовим врегулюванням, деталі якого домовились не розголошувати.

## Вільний журналіст (з 2011)
Після цього Джебсен переніс свою діяльність в Інтернет. З 1 квітня 2012 року він пропонував безкоштовну 90-хвилинну трансляцію зображення та звуку на різних відеопорталах щонеділі о 14:00. Він продовжував більшість компонентів, відомих з rbb, доповнюючи нерегулярно звуковими вкладами на поточні теми. Джебсен фінансував програми за допомогою краудфандингу. Тим часом інтерв'ю, групові дискусії, монологи та коментарі ("КенФМ у розмові", "КенФМ про" та інші) регулярно публікуються на YouTube-каналі KenFM. Для Джебсена модель для інтерв'ю є Гюнтер Гаус. 
Джебсен представляє KenFM як "портал вільної преси", який повинен протидіяти поточній загрозі демократії. Він розраховує, що "Інтернет знову закриється як вільний простір", оскільки держава наразі втратила монополію на інформацію і зробить усе можливе для її відновлення. Основні теми Джебсена щодо КенФМ включають ізраїльську політику, суверенітет Німеччини, глобальну політичну роль США та роль ЗМІ, владу еліт, теракти 11 вересня 2001 р. та приховану війну. Його партнерами для співбесіди є Рейнер Браун, Волкер Брюттігам, Матіас Брьокерс, Андреас фон Бюлов, Юрген Ельсесер, Даніель Гансер, Вольфганг Геркер, Томмі Хансен, Крістоф Герстель, Ганс Юрген Крисманскі, Альбрехт Мюллер, Юрген Рот, Уербер Гергер, Уербер Гербер, Уербер Гербер, Уербер Гербер, Уербер Гербер, Вербер Гербер, Уербер Гёльбер , Віллі Віммер та Вольфганг Водарг. Серед гостей - автори Коппа Верлага та щомісячного журналу Compact. Джебсен опублікував численні відео спільних виступів з Юргеном Ельсессером. Деякі з відео отримали шестизначні цифри доступу та тисячі коментарів, незважаючи на відносно велику тривалість. [26]
Починаючи з 2011 року, Джебсен публічно представляв теорії змови 11 вересня 2001 року. На десяту річницю він описав напади того дня як "брехню терору", а крах Всесвітнього торгового центру - "теплий знос". Він стверджує, що уряд США спричинив напади, що WTC 7 був помітно підірваний, західна преса проігнорувала це, і що "медіа-глобальна постановка" зробила можливою триваючу війну проти терору. З цією метою він посилається на матеріали Руху правди 9/11.
5 квітня 2012 року Джебсен опублікував монолог "Сіоністський расизм" на KenFM. У ньому він посилався на критику в часі поеми "Що потрібно сказати письменнику" Гюнтер Грасс. Він приписував критику єврейським та ізраїльським лобістам, які мали великий вплив у США та маніпулювали засобами масової інформації. Ця "медіа-зброя масового знищення" допомагає "ми тримаємо обличчя вже більше 40 років, коли люди від імені Держави Ізраїль масово знищуються". Ізраїль систематично винищує палестинців, щоб "звільнити місце для обраного народу"; він хотів "остаточного рішення" для Палестини. Поки Захід змушує Іран довести, що він не створює ядерну зброю, Ізраїль таємно розробив ядерну зброю і виробляє більше. Генрік Бродер, один із критиків Грасса, "став би прекрасним командиром табору в Третьому рейху". За цими твердженнями, на думку Тагеспігеля, Єбсена, нарешті, можна було знайти в категорії "теоретиків змови". Соціолог Фелікс Шілк бачить у цій статті приклад антисемітизму Джебсена, навіть якщо він намагається замаскувати його у своєрідне об’їзне спілкування (замість євреїв мається на увазі, що Джебсен зазвичай формулює «сіоністів»).
У червні 2014 року Джебсен описав геополітичні інтереси США та ЄС КенФМ як основну причину війни в Україні. Він розглядає спецназ армії США як натхненника війни там, яку він називає громадянською війною, і критикує повідомлення західних ЗМІ про кризу як невдалий напад. Східноєвропейська історик і політолог Сюзанна Спан вважає Джебсена пропагандистом російських державних ЗМІ. Росія, яка порушила територіальну цілісність України, стала жертвою, а Україна та Захід були стилізовані як злочинці. Колишній активіст атаки Педрам Шаяр, який говорив з Джебсеном про мирне бдіння, підтримав його медіа-критику, але залишив відкритим, чи можна обґрунтувати твердження про приховану інтервенцію США.
У лютому 2017 року Джебсен припускав, що марш жінок у Вашингтоні керує інвестором Джорджем Соросом з нагоди інавгурації президента США Дональда Трампа. Сорос сподівається на збільшення абортів, щоб заробити гроші від продажу мертвих ембріонів фармацевтичним виробникам. Джебсен, який, за словами Себастьяна Лебера, любить скаржитися на те, що журналісти пишуть лише про нього, але ніколи не буде з ним говорити, залишив прохання про співбесіду без відповіді, інший співробітник Джебсена відмовився. [36] Коли в тому ж році "Нова Німеччина" написала кілька запитань до Джебсена, останній не відповів, але передав їх інтернет-журналу "Рубікон". На противагу журналістським стандартам, вони були опубліковані там і надавали зневажливі коментарі. [37]
У грудні 2017 року блог NRhZ-Online присвоїв Кену Джебсену п'яту премію Кельн Карла за віддану літературу та журналістику в кінотеатрі Вавилон у Берліні. Кінооператор спочатку скасував початкову дату, коли була запланована промова Евеліни Гехт-Галінської, після втручання берлінського сенатора з культури Клауса Ледерера (Die Linke). Ледерер написав у Фейсбуці: "Мене пристрашує, що культурне місце в Берліні пропонує сцену для цього ярмарку віруючих у змову та алюмінієві капелюхи". NRhZ-Online успішно подав позов до звільнення у суді. У судовому засіданні кіно "Вавилон" заявило, що скасування було "через тиск з боку Берлінського сенату" та через проблеми безпеки. Церемонія відбулася за відсутності Джебсена, який скасував свою участь. Оскар Лафонтен (Die Linke) захищав його словами: "Такі терміни, як" теоретики змови "походять з арсеналу спецслужб".
У ході пандемії COVID-19 у відеокліпі Джебсен порівняв заходи безпеки із захопленням влади та охарактеризував їх як "експеримент послуху". Навіть у нацистську епоху та бомбардувальні ночі "комендантську годину" ніколи не вводили. "Зараз у Німеччині шалено небезпечно говорити щось, що відхиляється від основної думки", - сказав Джебсен.  В іншому відео, опублікованому 4 травня 2020 року під назвою «Гейтс викрадає Німеччину!», яке протягом трьох днів набрало 5 мільйонів переглядів, Джебсен прокоментував пару Білла та Мелінда Гейтс та їхній фонд Білл та Мелінда Гейтс. Пара "взломала світові демократії через ВООЗ" і тепер вирішить, чи закривати чи носити респіратори. Тепер він має "більше влади, ніж Рузвельт, Черчілль, Гітлер та Сталін разом". ZDF заявив у факту перевірки, що відео було "сповнене помилок, міфів змови та неточностей". Перевірка фактів T-online.de, Focus Online, Correctiv.org та SWR3 також підтримувала цю оцінку.